# Mont Trelod
Le mont Trelod, parfois appelé simplement Trelod ou mont Trélod, est le 4e sommet du massif des Bauges après la pointe d'Arcalod, la pointe de la Sambuy et le mont Pécloz avec 2 181 mètres d'altitude.

## Géographie
Le sommet du mont Trelod est constitué de calcaire urgonien. Il constitue un exemple de synclinal perché.
Le mont Trelod, comme les plus hauts sommets des Bauges, possède une croix ; en fer forgé, elle porte l'inscription « Treloz. Doucy 22-8-37 ». Il s'agit du nom de la paroisse, située en dessous, et la date, très probable d'érection, le 22 août 1937. Le sommet est équipé d'un point géodésique IGN, surmonté d'une structure métallique.
Le chaînon du mont Trelod se prolonge au nord du passage du Charbonnet (1 795 m) par la montagne du Charbon.
Les paysages, la faune et la flore du mont Trelod sont protégés au sein du parc naturel régional du Massif des Bauges — qui a également le label de géoparc — pour la totalité de la montagne, de la réserve nationale de chasse et de faune sauvage des Bauges pour la partie sommitale du synclinal perché et le pied de son flanc oriental ainsi que les réserves biologiques dirigée et intégrale de la Combe d'Ire pour le pied de son flanc oriental.

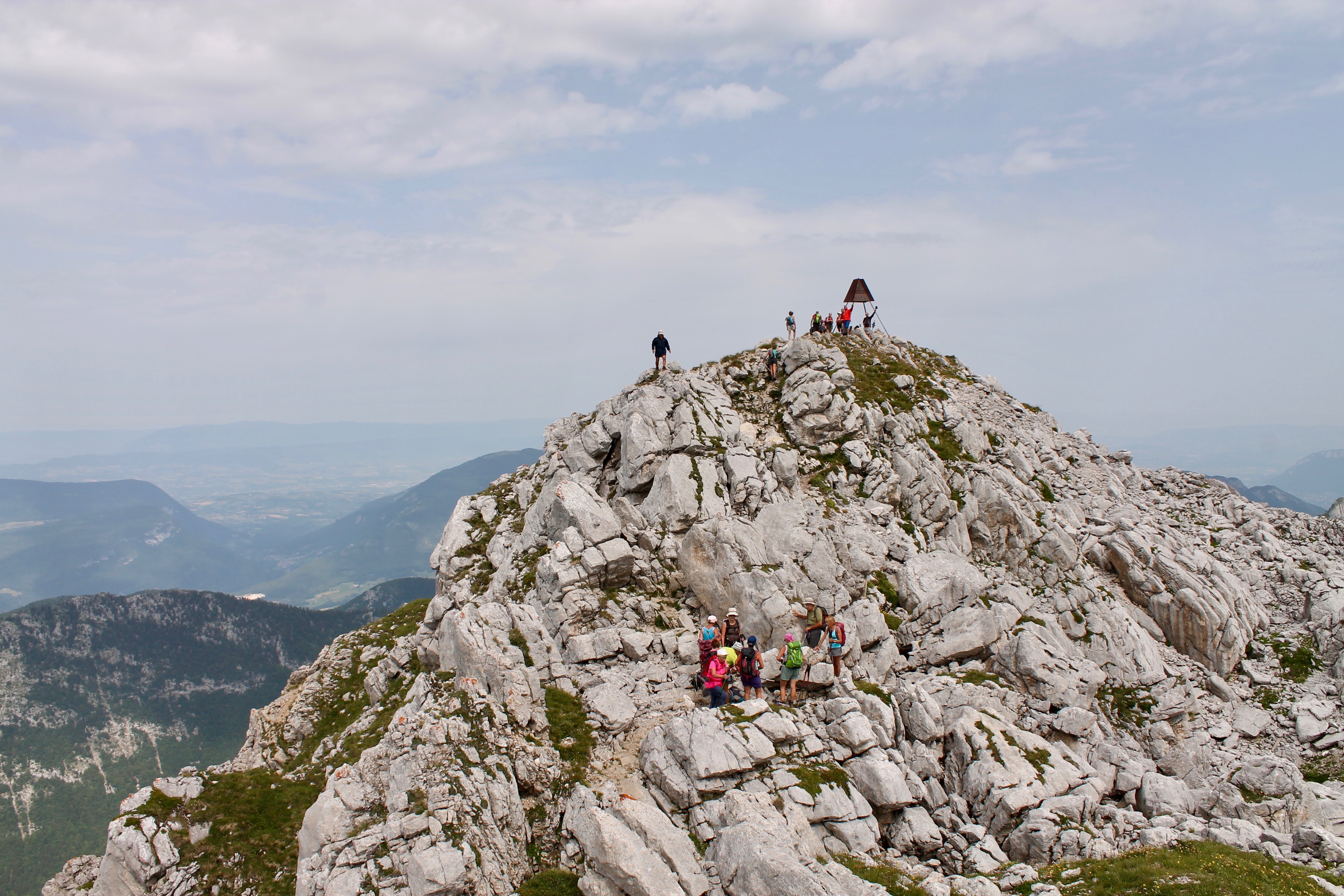
Sommet.
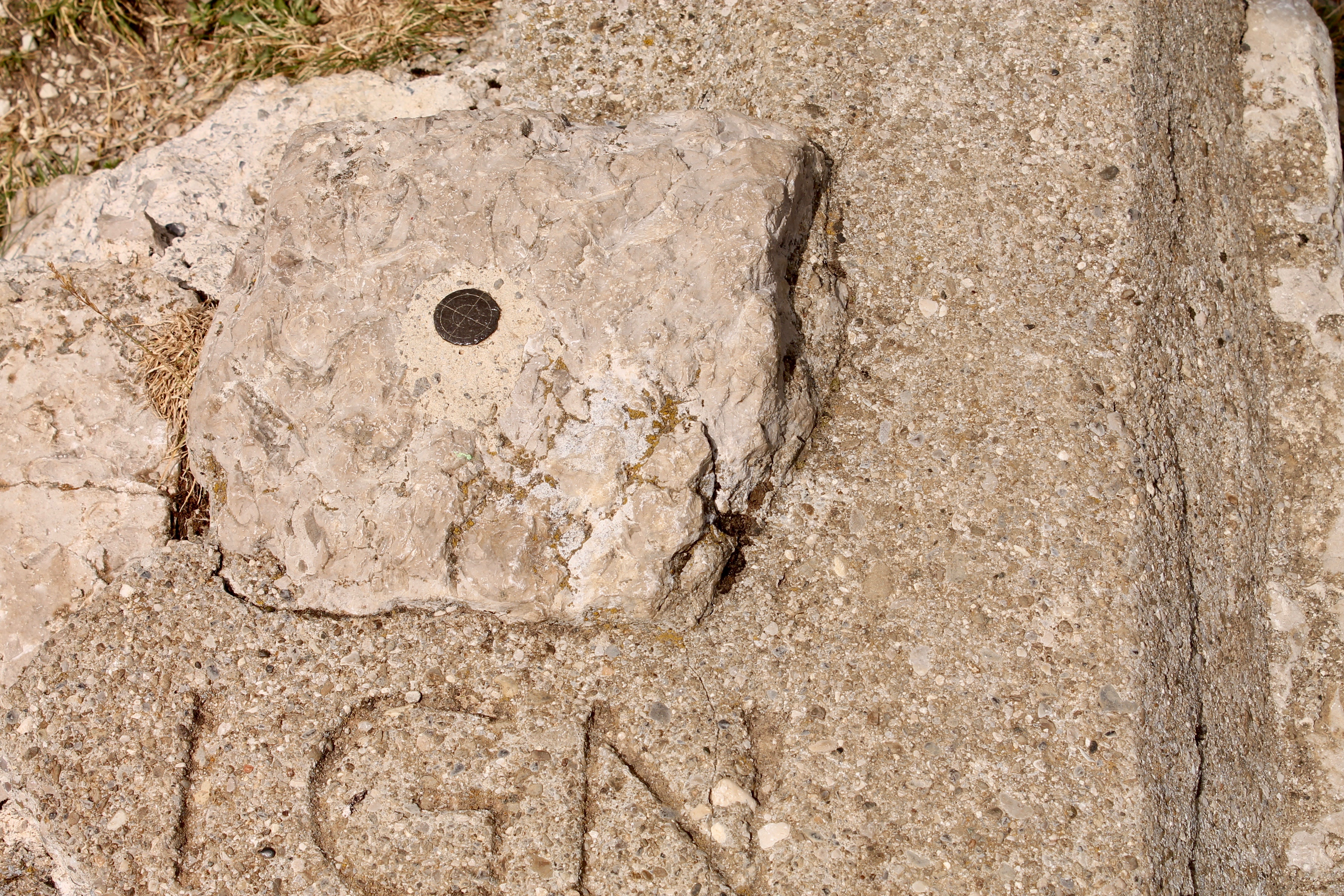
Point géodésique IGN.
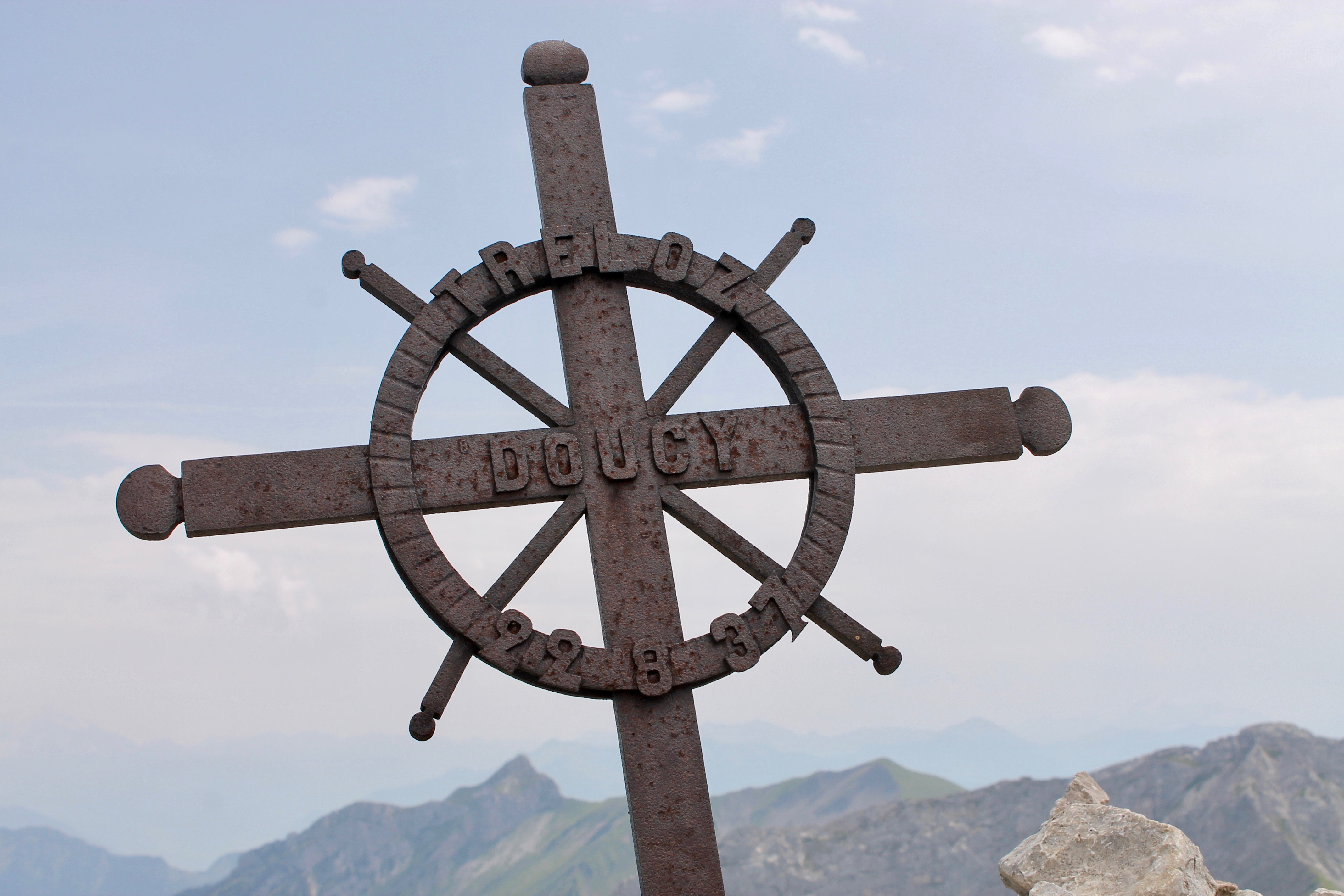
Croix.
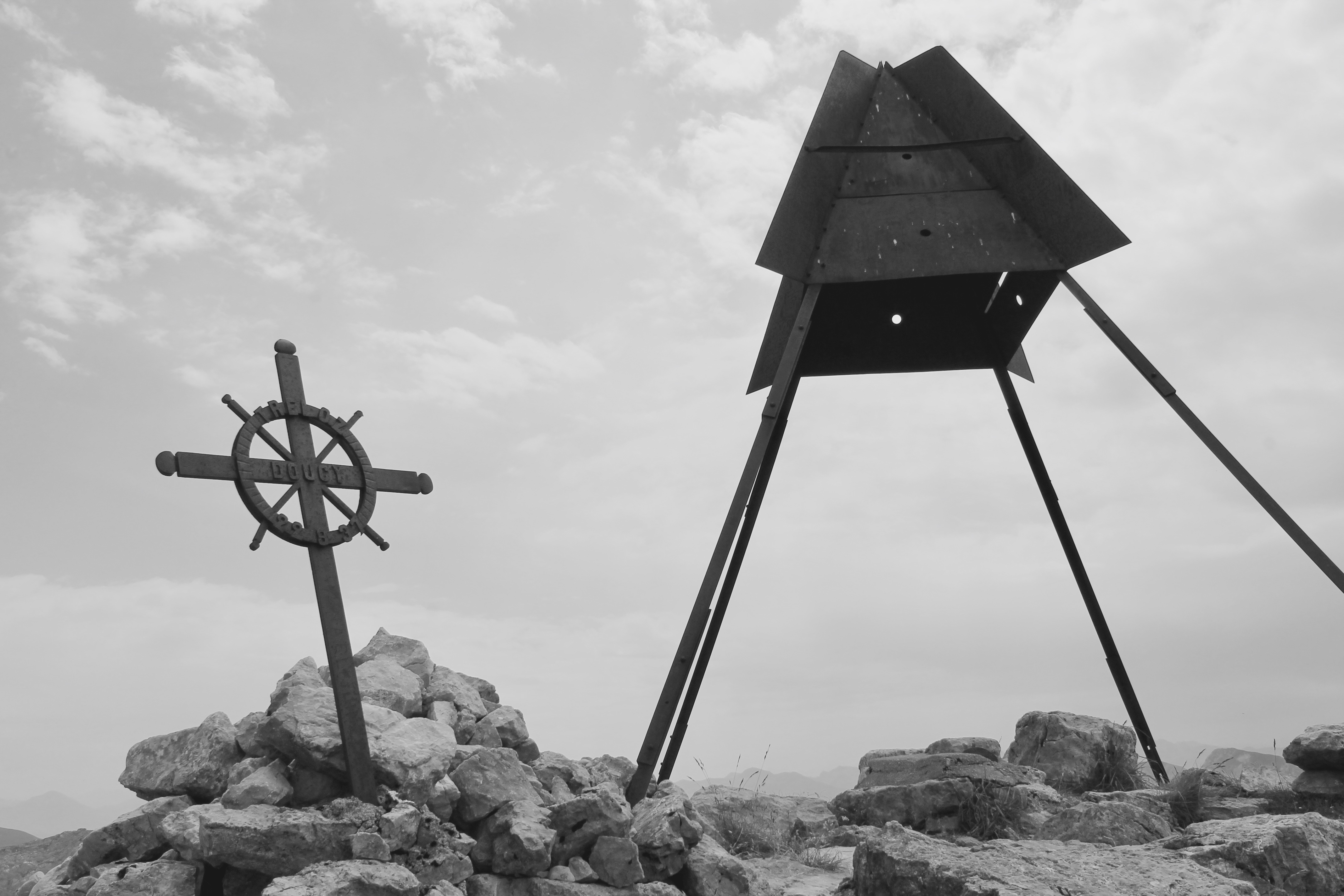
Construction métallique et croix du sommet.

## Randonnée

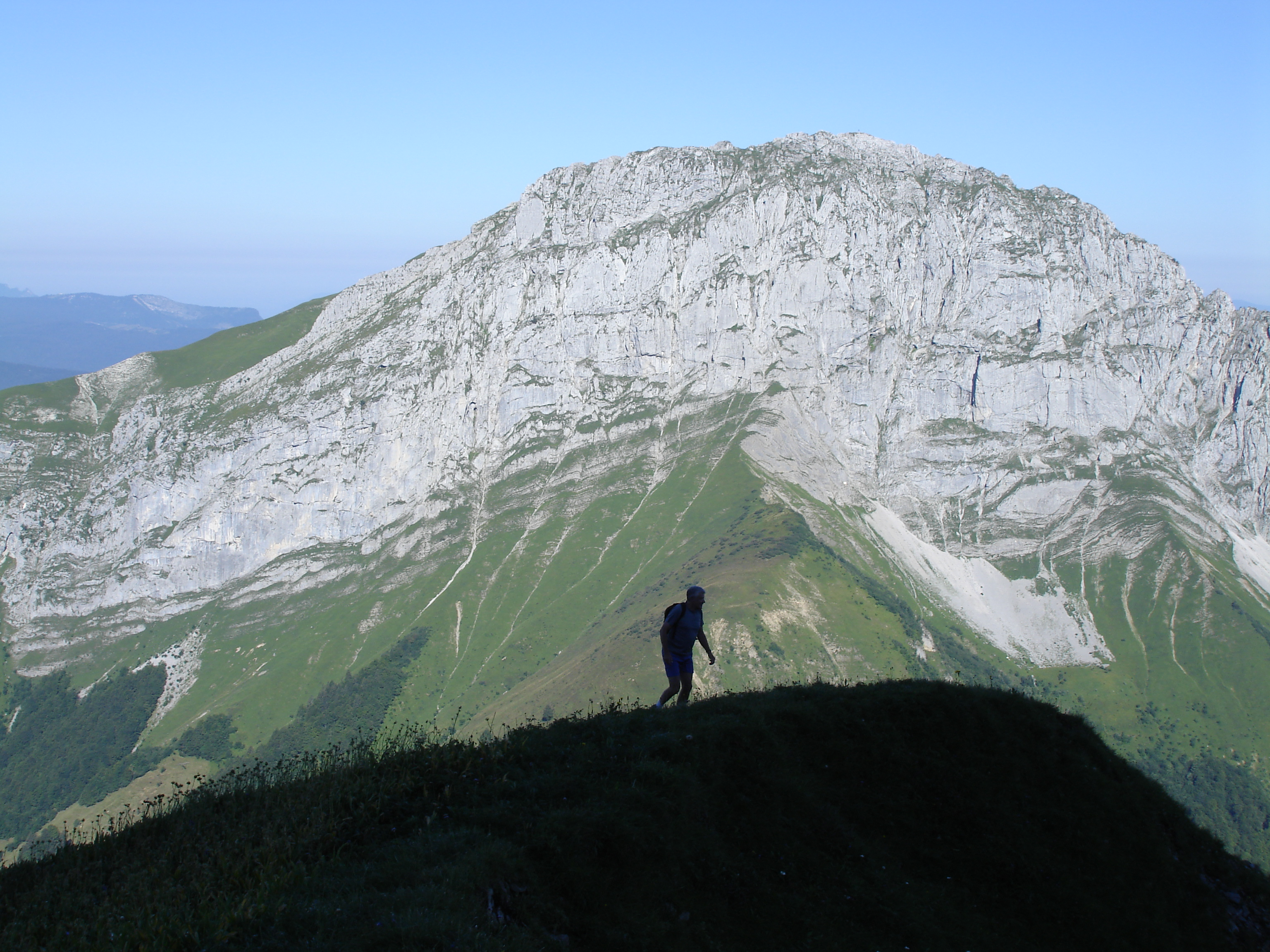
Vue de la face est du mont Trelod depuis la pointe d'Arcalod par-delà le col de Chérel.

Ce sommet est un des plus fréquentés du massif car il est relativement aisé à gravir au départ des Cornes sur la commune de Doucy. On passe sous la Dent des Portes avant de traverser vers le sud en passant par le chalet du Charbonnet et de monter la dernière côte sous le sommet. Un « chaudron » très caractéristique marque le point culminant.
Le randonneur plus expérimenté pourra faire la traversée en continuant sur l'arête sud plus aérienne sans être difficile techniquement. Il passera ensuite par le passage de la cascade où il faut rester vigilant par temps humide.